# Plesiòpids

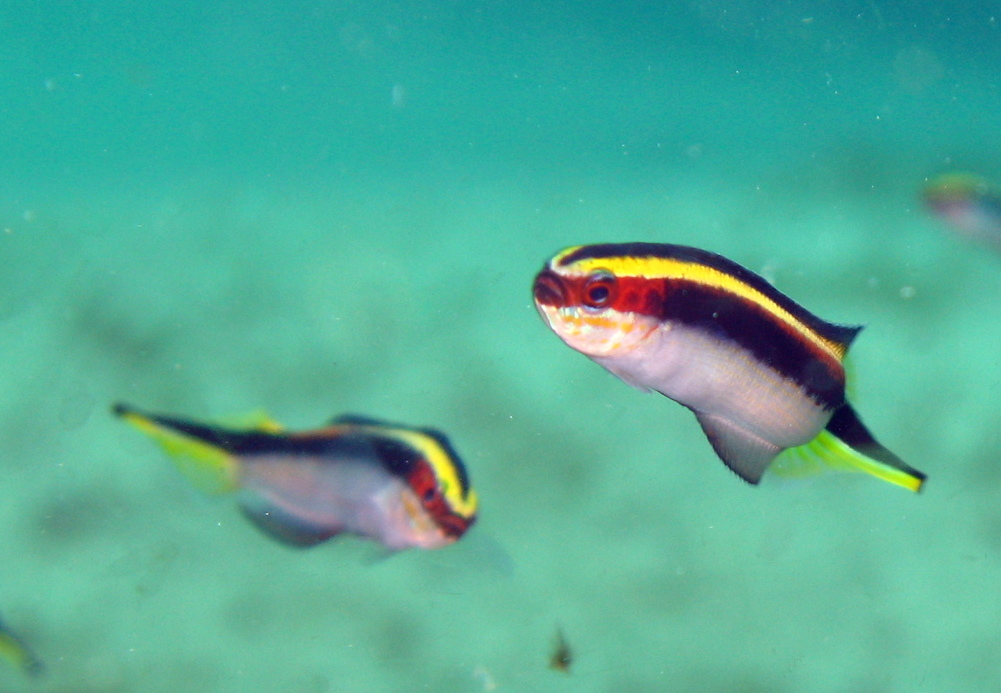
Trachinops taeniatus

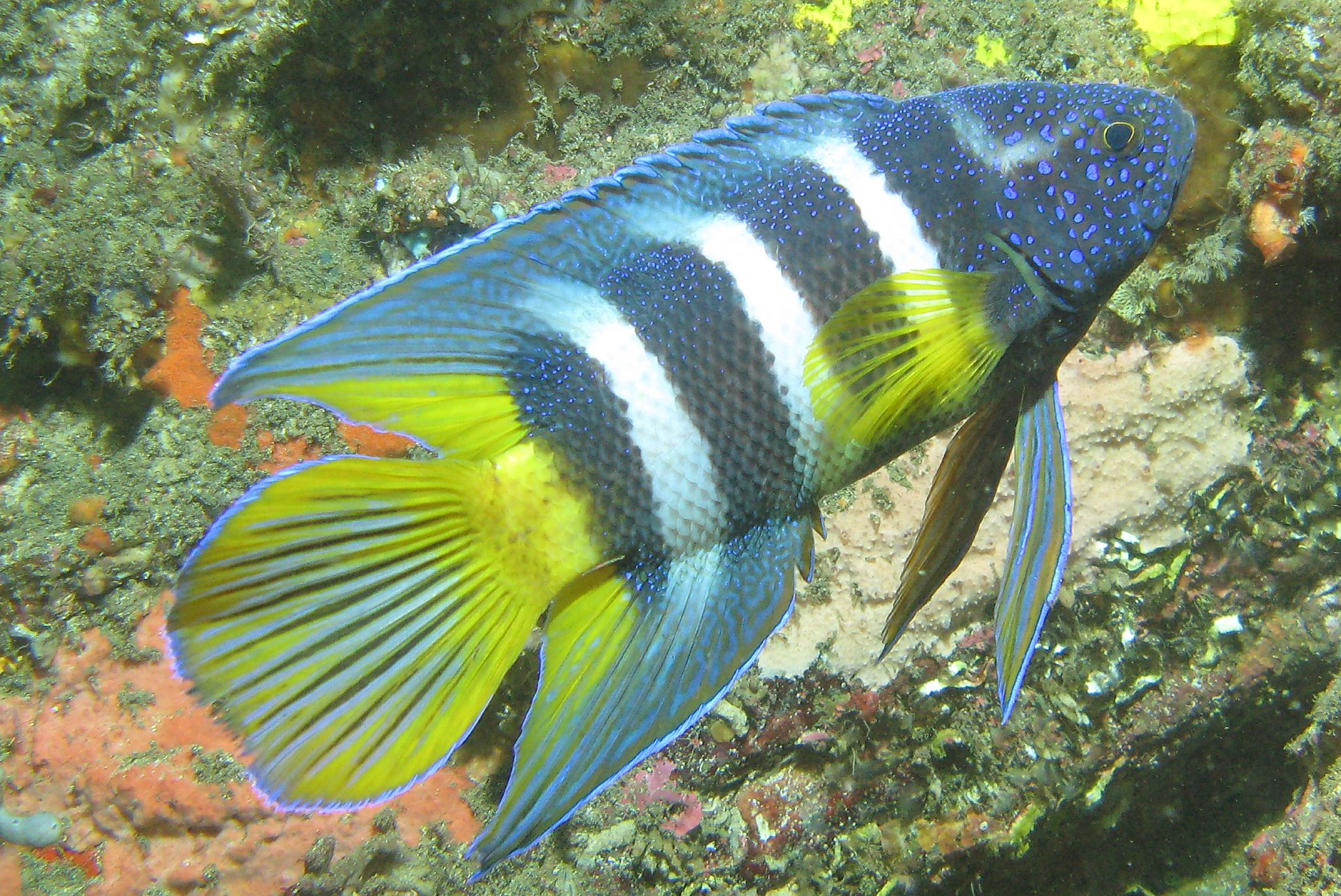
Paraplesiops bleekeri

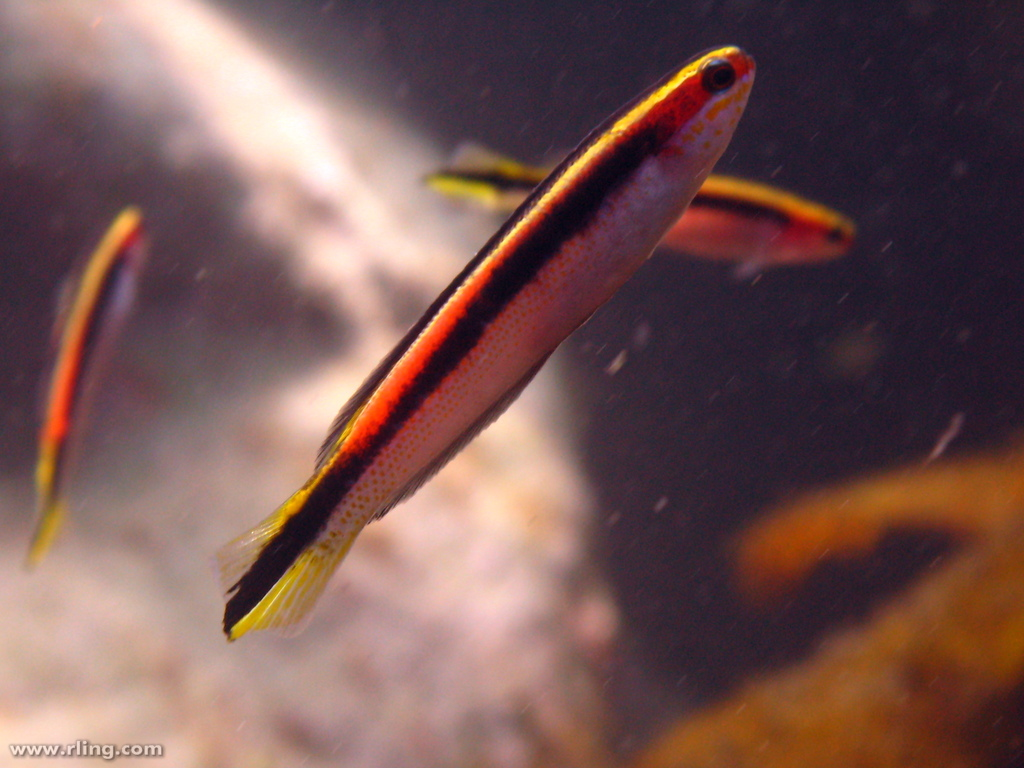
Trachinops taeniatus

Els plesiòpids (Plesiopidae) constitueixen una família de peixos actinopterigis de l'ordre dels perciformes.

## Morfologia
- La longitud màxima es troba al voltant dels 20 cm.
- Són peixos de grans boques i ulls grossos.[1]

## Alimentació
S'alimenten de petits crustacis i peixos.

## Distribució geogràfica
Es troben a l'Índic i a l'oest del Pacífic.

## Taxonomia
- Gènere Acanthoclinus (Jenyns, 1842)[2]
  - Acanthoclinus fuscus (Jenyns, 1842).
  - Acanthoclinus littoreus (Forster, 1801).
  - Acanthoclinus marilynae (Hardy, 1985).
  - Acanthoclinus matti (Hardy, 1985).
  - Acanthoclinus rua (Hardy, 1985).
- Gènere Acanthoplesiops (Regan, 1912)[3]
  - Acanthoplesiops echinatus (Smith-Vaniz & Johnson, 1990).
  - Acanthoplesiops hiatti (Schultz, 1953).
  - Acanthoplesiops indicus (Day, 1888).
  - Acanthoplesiops naka (Mooi & Gill, 2004).
  - Acanthoplesiops psilogaster (Hardy, 1985).
- Gènere Assessor (Whitley, 1935)[4]
  - Assessor flavissimus (Allen & Kuiter, 1976).
  - Assessor macneilli (Whitley, 1935).
  - Assessor randalli (Allen & Kuiter, 1976).
- Gènere Beliops (Hardy, 1985)[5]
  - Beliops batanensis (Smith-Vaniz & Johnson, 1990).
  - Beliops xanthokrossos (Hardy, 1985).
- Gènere Belonepterygion (McCulloch, 1915)[6]
  - Belonepterygion fasciolatum (Ogilby, 1889).
- Gènere Calloplesiops (Fowler i Bean, 1930)[7]
  - Calloplesiops altivelis (Steindachner, 1903).
  - Calloplesiops argus (Fowler & Bean, 1930).
- Gènere Fraudella (Whitley, 1935)[8]
  - Fraudella carassiops (Whitley, 1935).
- Gènere Notograptus (Günther, 1867).
  - Notograptus gregoryi (Whitley, 1941).
  - Notograptus guttatus (Günther, 1867).
  - Notograptus kauffmani (Tyler & Smith, 1970).
  - Notograptus livingstonei (Whitley, 1931).
- Gènere Paraplesiops (Bleeker, 1875)[9]
  - Paraplesiops alisonae (Hoese & Kuiter, 1984)
  - Paraplesiops bleekeri (Günther, 1861).
  - Paraplesiops meleagris (Peters, 1869).
  - Paraplesiops poweri (Ogilby, 1908).
  - Paraplesiops sinclairi (Hutchins, 1987).
- Gènere Plesiops (Oken, 1817)[10]
  - Plesiops corallicola (Bleeker, 1853).
  - Plesiops facicavus (Mooi, 1995).
  - Plesiops genaricus (Mooi & Randall, 1991).
  - Plesiops gracilis (Mooi & Randall, 1991).
  - Plesiops insularis (Mooi & Randall, 1991).
  - Plesiops malalaxus (Mooi, 1995).
  - Plesiops multisquamata (Inger, 1955).
  - Plesiops mystaxus (Mooi, 1995).
  - Plesiops nakaharai (Tanaka, 1917).
  - Plesiops auritus (Mooi, 1995).
  - Plesiops cephalotaenia (Inger, 1955).
  - Plesiops coeruleolineatus (Rüppell, 1835).
  - Plesiops nigricans (Rüppell, 1828).
  - Plesiops oxycephalus (Bleeker, 1855).
  - Plesiops polydactylus (Mooi, 1995).
  - Plesiops thysanopterus (Mooi, 1995).
  - Plesiops verecundus (Mooi, 1995).
- Gènere Steeneichthys (Allen i Randall, 1985)[11]
  - Steeneichthys nativitatus (Allen, 1997).
  - Steeneichthys plesiopsus (Allen & Randall, 1985).
- Gènere Trachinops (Günther, 1861)[12]
  - Trachinops brauni (Allen, 1977).
  - Trachinops caudimaculatus (McCoy, 1890).
  - Trachinops noarlungae (Glover, 1974).
  - Trachinops taeniatus (Günther, 1861).[13][14][15][16][17]